# Lista de arranha-céus de Barcelona
Nesta lista estão os edifícios da Catalunha por altura e número de andares, onde se encontram também outras estruturas. Alguns destes edifícios chamam a atenção pela arquitetura inovadora. As construções podem classificar-se temporalmente principalmente em dois períodos: Jogos Olímpicos de Verão de 1992 em Barcelona e no século XXI durante os anos 2004 - 2012. Quando estiver terminada em 2026, o Templo Expiatório da Sagrada Família tornar-se-à o mais alto edifício com 172,5 metros.

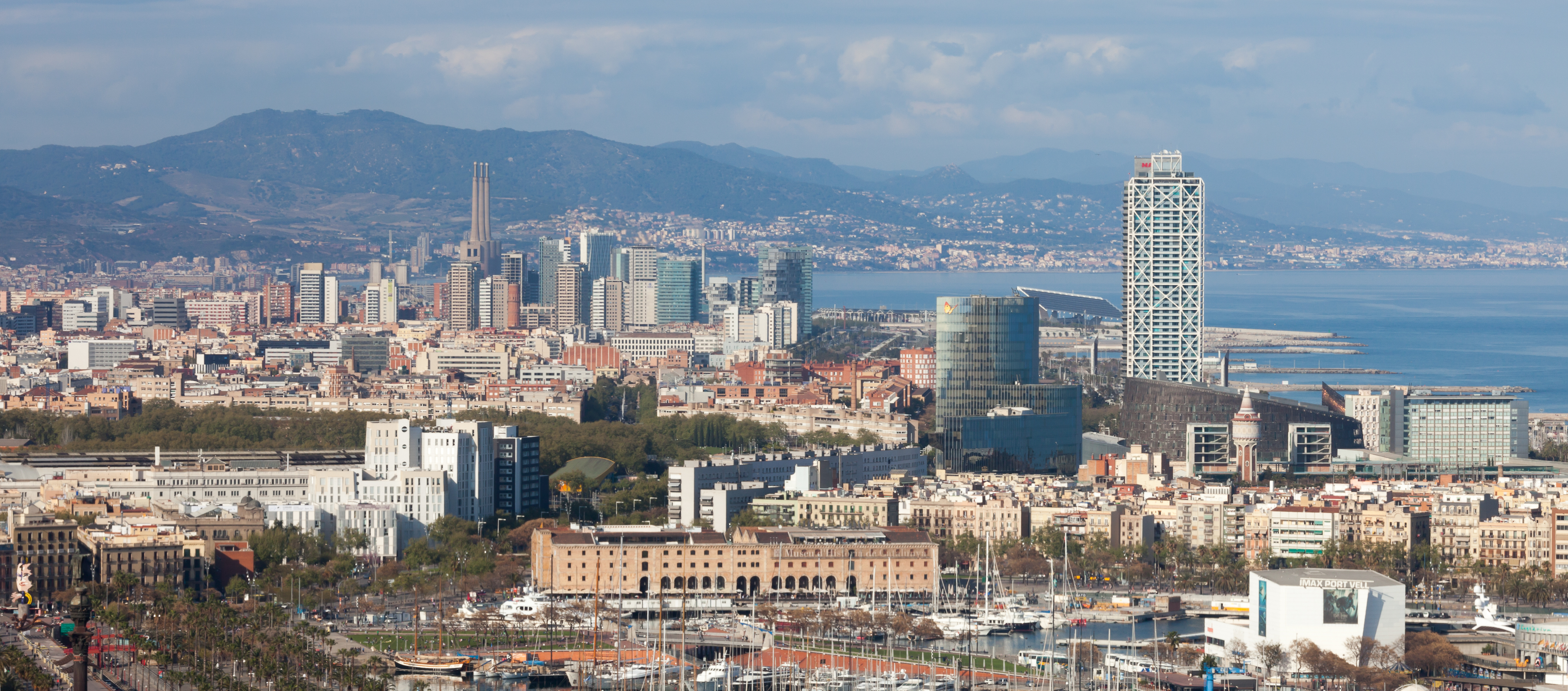
Panorâmica de Barcelona, vendo-se junto ao mar as Torres Mapfre e do Hotel Arts, os edifícios mais altos da Catalunha

## Lista
| Nº | Nome                     | Altura (metros) | Andares | Cidade                    | Ano de construção | Uso              |
| -- | ------------------------ | --------------- | ------- | ------------------------- | ----------------- | ---------------- |
| 1  | Torre de Collserola      | 288,4           | 13      | Barcelona                 | 1992              | Telecomunicações |
| 2  | Hotel Arts               | 154             | 44      | Barcelona                 | 1992              | Hotel            |
| 3  | Torre Mapfre             | 154             | 40      | Barcelona                 | 1992              | Escritórios      |
| 4  | Torre Agbar              | 144,4           | 33      | Barcelona                 | 2004              | Escritórios      |
| 5  | Sky Barcelona            | 115,2           | 31      | Barcelona                 | 2008              | Hotel            |
| 6  | Hotel Porta Fira         | 113,6           | 27      | L'Hospitalet de Llobregat | 2010              | Hotel            |
| 7  | Torre Realia BCN         | 113,3           | 24      | L'Hospitalet de Llobregat | 2009              | Escritórios      |
| 8  | Edifici Colom            | 110             | 28      | Barcelona                 | 1970              | Escritórios      |
| 9  | Diagonal Zero Zero       | 110             | 25      | Barcelona                 | 2011              | Escritórios      |
| 10 | Hotel Barcelona Princess | 109,2           | 26      | Barcelona                 | 2004              | Hotel            |
| 11 | Torre Puig               | 109             | 22      | Barcelona                 | 2014              | Escritórios      |
| 12 | Torre de Jaume I         | 107             |         | Barcelona                 | 1931              | Transportes      |
| 13 | Hesperia Tower           | 105             | 28      | Barcelona                 | 2006              | Hotel            |
| 14 | Hotel Catalonia Fira     | 105             | 26      | Barcelona                 | 2012              | Hotel            |
| 15 | Torre Inbisa             | 103,9           | 25      | L'Hospitalet de Llobregat | 2010              | Escritórios      |
| 16 | Torre Werfen             | 103,9           | 25      | L'Hospitalet de Llobregat | 2009              | Escritórios      |
| 17 | Hotel W Barcelona        | 98,8            | 27      | Barcelona                 | 2009              | Hotel            |
| 18 | Diagonal Mar i Cel       | 96              | 27      | Barcelona                 | 2009              | Residencial      |
| 19 | AC Hotel                 | 93,9            | 22      | Barcelona                 | 2004              | Hotel            |